# Assais-les-Jumeaux
‘
Assais-les-Jumeaux là một xã ở tỉnh Deux-Sèvres trong vùng Nouvelle-Aquitaine phía tây nướcPháp. Xã này nằm ở khu vực có độ cao trung bình 110 mét trên mực nước biển.